# Peter Griffin
Justin Peter Löwenbräu Griffin är en fiktiv karaktär i den animerade TV-serien Family Guy. Hans mellannamn Löwenbräu avslöjades i avsnittet "Peter, Peter, Caviar Eater". Peter är pappan i Griffin-familjen och en av huvudkaraktärerna i serien tillsammans med frun Lois, dottern Meg och sönerna Chris och Stewie. Hans röst görs av seriens skapare Seth MacFarlane.

## Personlighet

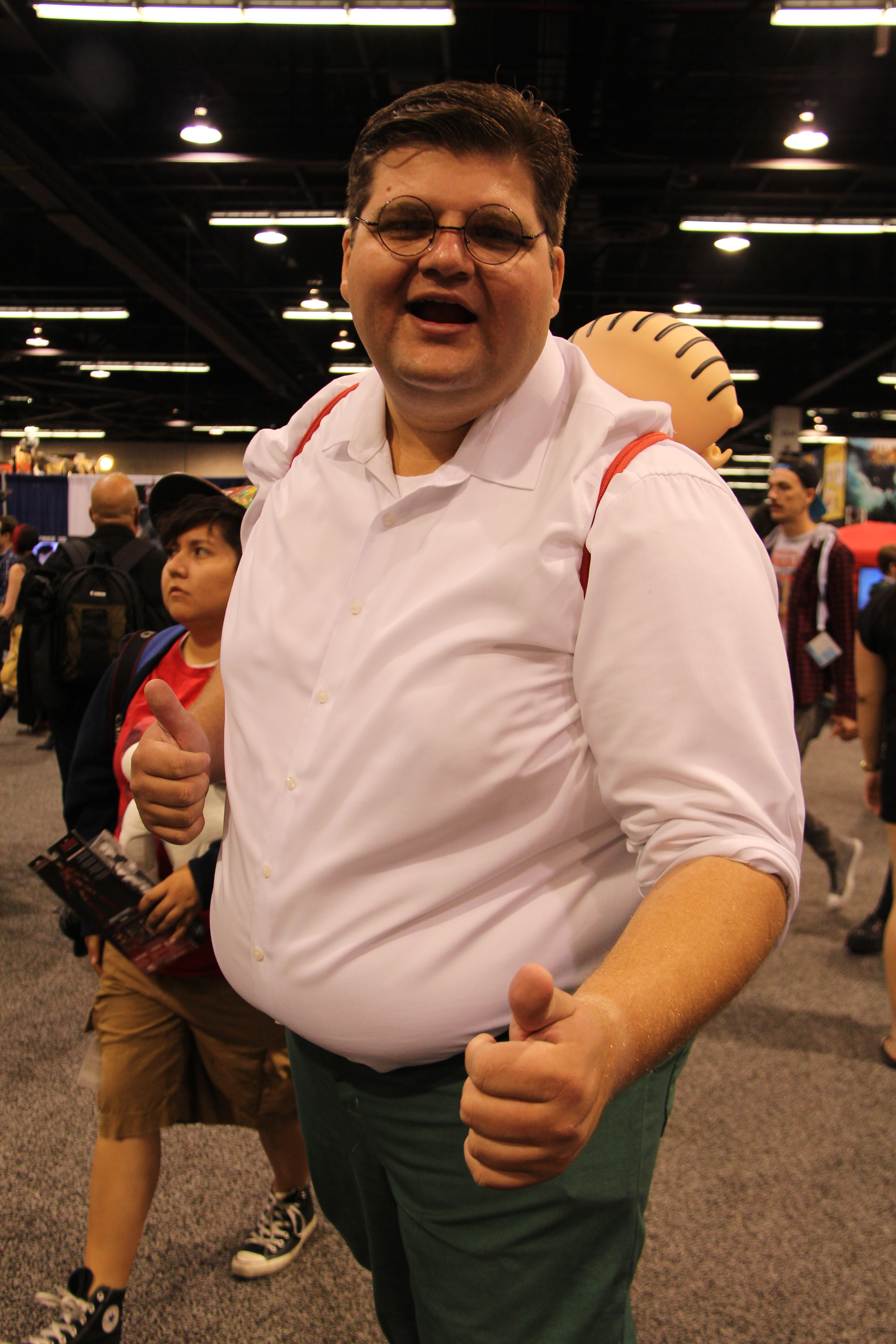
En person utklädd till Peter Griffin

Peter har en barnslig, lättpåverkad och impulsiv personlighet, vilket leder honom till att utföra olika galna hyss och upptåg. Detta skapar problem för honom själv, hans familj och vänner. Hans favoritsysselsättning är att se på TV och sitta på puben The Drunken Clam. Där dricker han öl med sina vänner Joe Swanson, Glenn Quagmire och Cleveland Brown. Ett IQ-test visade att hans låga intelligens placerar honom i en kategori strax under intellektuell funktionsnedsättning, men påvisade också kreativitet i vissa sammanhang. Peter blir svartsjuk när någon visar intresse för hans fru Lois. När någon kysste henne på SeaWorld, resulterade detta i att han hotade att döda Lois och den som drogs till henne. Svartsjukan var dock inte större än att han inte visade någon vilja att använda våld, när han senare ertappade henne med att vara otrogen med förre presidenten Bill Clinton.
I säsong 5 och 6 behandlade Peter sin dotter Meg illa och slog henne exempelvis oprovocerat med ett basebollträ. Han ville senare inte hjälpa henne när hon blev åtalad för att ha sextrakasserat inbrottstjuvar, utan sade att han hoppades att hon skulle åka dit. Senare har han sagt att han behandlar henne illa bara för syns skull. Han har även närmat sig Meg sexuellt då han försökte bli en redneck. Sin yngste son Stewie struntar han för det mesta i, och sonen i sin tur avfärdar honom som "den fete mannen".  Det barn han nämnvärt verkar bry sig om är den äldste sonen Chris, som har slående likheter med honom själv i form av att båda är överviktiga och har låg intelligens. Peter är ofta engagerad i Chris, något som dock inte alltid är bra för Chris eftersom Peter på grund av sin låga intelligens ofta ger hemska råd. Peter har vid ett tillfälle (på grund av dålig syn) misstagit Chris för sin fru och gjort "närmanden".
Trots att en av hans bästa vänner, Joe Swanson, är rullstolsburen, är han starkt fördomsfull mot rullstolsburna. Han förstörde till exempel sin restaurang för att förhindra att det blev ett tillhåll för rullstolsburna, och förlorade de tiotusentals dollar han investerat i den. Han har också ibland busringt Joe Swanson och retat honom för att han är rullstolsburen.

## Beskrivning
Peter träffade Lois för första gången då han var handdukspojke för Marguerite Pewterschmidt. Hon föll snabbt för honom, till stort förtret för hennes far Carter Pewterschmidt, som först försökte döda honom genom att dumpa honom långt ut i havet och sen erbjöd honom en miljon dollar om han höll sig borta från Lois. Carter har sedan motvilligt blivit tvungen att acceptera att Lois är gift med Peter, men har fortsatt att öppet förakta honom och behandla honom illa. 
Peter arbetade för Mr. Weed på leksaksfabriken Happy-Go-Lucky i de första tre säsongerna av serien. Men när Mr. Weed oavsiktligt dog och fabriken revs, började Peter jobba som fiskare, med två portugisiska invandrare som medarbetare. När hans båt sjönk, gick han till arbetsförmedlingen och fick ett jobb på Pawtucket Patriot-bryggeriet. Peter har också haft ett extrajobb som försäljare av rövkliare.
Peter bor med sin familj i den fiktiva staden Quahog i Rhode Island. Han föddes i Mexiko, där hans mamma Thelma försökte göra utföra en abort på honom. Hans biologiska pappa, Mickey McFinnigan, bor på Irland.
Peter har ofta beskrivit olika förfäder, exempelvis Moses Griffin som ledde judarna ur Egypten, Peter Hitler som var bror till Adolf Hitler och Nate Griffin som var en afrikansk slav som fördes till Amerika och sedan skaffade barn med dottern till sin slavägare. Det har senare visat sig att Peter biologiskt är en del av McFinnigan-familjen och därmed är det inte helt säkert att släkt-trädet är äkta, även om hans svarta förfader Nate Griffin förekommit på bild i en bok i det lokala biblioteket.
Peter hamnar ofta i bråk med jättekycklingen Ernie som han har en fejd med. Bråken uppstår i regel utan anledning mitt i handlingen i olika avsnitt och pågår flera minuter och tenderar att orsaka stora skador, ofta till och med dödsfall, för den som råkar befinna sig i närheten.
Han har använt ett flertal olika droger i olika avsnitt: crack, kokain, LSD, marijuana och steroider men även missbrukat Red Bull.